# Trompklasse (kruiser)
De Trompklasse was een scheepsklasse bestaande uit twee lichte kruisers, die dienst deden bij de Koninklijke Marine van 1938 tot 1969.

## Schepen in klasse
| Name                        | Kiellegging     | Tewaterlating     | In dienst        | Uit Dienst       |
| --------------------------- | --------------- | ----------------- | ---------------- | ---------------- |
| Hr.Ms. Tromp                | 17 januari 1936 | 24 mei 1937       | 18 augustus 1938 | 20 december 1968 |
| Hr.Ms. Jacob van Heemskerck | 31 oktober 1938 | 16 september 1939 | 10 mei 1940      | 20 november 1969 |

### Hr.Ms. Tromp
Op 18 augustus 1938 werd Hr.Ms. Tromp in dienst gesteld in tegenwoordigheid van koningin Wilhelmina. Op 20 december 1968 werd het uit dienst gesteld.

### Hr.Ms. Jacob van Heemskerck
Begin mei 1940 lag Jacob van Heemskerck nog een scheepswerf te Amsterdam. Er werd in die dagen rekening gehouden met een eventuele Duitse inval, Daarom was de afbouw van Jacob van Heemskerck versneld. Een groot aantal inspecties werd niet uitgevoerd om tijd te winnen en de machines hadden een week lang proefgedraaid terwijl het schip aan de afbouwkade lag. Op 10 mei, `s avonds om half zeven, werd de lichte kruiser haastig in dienst gesteld door eerste officier Luitenant ter Zee I Jhr. A. van Foreest, die tevens als waarnemend commandant fungeerde. Daarna werd het schip met minimale bemanning naar Engeland gevaren, zodat het uit handen bleef van de Kriegsmarine. 20 november 1969 werd het schip uit dienst gesteld.

## Aanloop
Aan het einde van de 19e eeuw kroop Japan politiek en economisch gezien uit zijn schulp en ontwikkelde zich razendsnel. Dat leverde in Nederlands-Indië vage onrust op over de plannen die het Keizerrijk had. In 1902 maakte die vage onrust plaats voor de overtuiging dat Japan een aanval op de Nederlandse kolonie zou wagen. De vraag was alleen wanneer. Nederland zou die aanval helemaal alleen moeten opvangen, want in dat jaar sloten Japan en Groot-Brittannië een samenwerkingsverdrag waardoor de Britten hun eenheden terugverplaatsten naar de Noordzee. In 1913 kwamen de eerste plannen, er moesten (oorspronkelijk) negen slagschepen gebouwd worden, wilde Nederland zichzelf effectief verdedigen tegen de Japanse expansiedrift. De Eerste Wereldoorlog gooide roet in het eten, het veroorzaakte economische problemen en na de oorlog was er een sterk pacifistisch idee aanwezig dat er nooit meer zo'n grote oorlog mocht komen. Hierdoor waren de Nederlandse bevolking en de Tweede Kamer tegen een vlootuitbreiding.
Rond de jaren '20 gaf de Tweede Kamer toe, de Japanse expansiedrift stopte niet en er moesten tegenmaatregelen genomen worden, Nederlands-Indië kon namelijk niet onbeschermd blijven. In mei 1920 werd de marinebegroting verhoogd en werd toestemming gegeven om de twee kruisers van de Java-klasse af te bouwen. Er werd aan een speciale commissie gevraagd om een vloot te creëren die capabel was om Nederlands-Indië te verdedigen. In 1922 kwam die commissie met een rapport dat stelde dat de nieuwe gevechtseenheid in Nederlands-Indië in 1928 zou moeten bestaan uit:
- 4 kruisers
- 24 torpedobootjagers
- 32 onderzeeboten
- 4 onderzeebootmijnenleggers
- 4 flottieljevaartuigen[noot 1]
- 7 mijnenleggers
- 72 verkenningsvliegtuigen
- 18 jachtvliegtuigen
- 18 gevechtsvliegtuigen
- marinebasissen moesten worden uitgebreid en versterkt.[2][3]

De gouverneur-generaal van Nederlands-Indië was enthousiast. Nederlands-Indië was een groot eilandenrijk en had een grote vloot nodig om het te beschermen. Wegens economische problemen en pacifisme was de Tweede Kamer minder enthousiast. De regering voerde het ontwerp niet uit. In 1923 werd het ontwerp gehalveerd en nogmaals voorgelegd. De Tweede Kamer stemde 49 keer voor en 50 keer tegen. Eén Kamerlid was afwezig. In de jaren '30 werd nog een vlootontwerp ingediend, maar deze werd ook verworpen wegens gebrek aan middelen door de economische crisis.
Eind jaren '30 realiseerde de Nederlandse regering dat een oorlog haast onvermijdelijk was, ze maakten haast om Vlootplan Deckers uit te voeren. De kruisers van de Trompklasse maakte hiervan deel uit als aanvulling van de vloot. Andere toevoegingen/vervangingen aan de Nederlandse vloot uit vlootplan Deckers waren de nieuwe kanonneerboten, de Zeven Provinciënklasse kruisers, de lichte kruiser Hr.Ms. De Ruyter en de slagkruisers van de klasse 1047. Toen Duitsland in mei 1940 Nederland binnenviel, werd Jacob van Heemskerck met een bemanning van 23 man naar Engeland gevaren, zodat het niet in de handen van de Kriegsmarine viel. Tromp was toen in Nederlands-Indië. De schepen die nog in aanbouw waren vielen in Duitse handen.

## Ontwerp

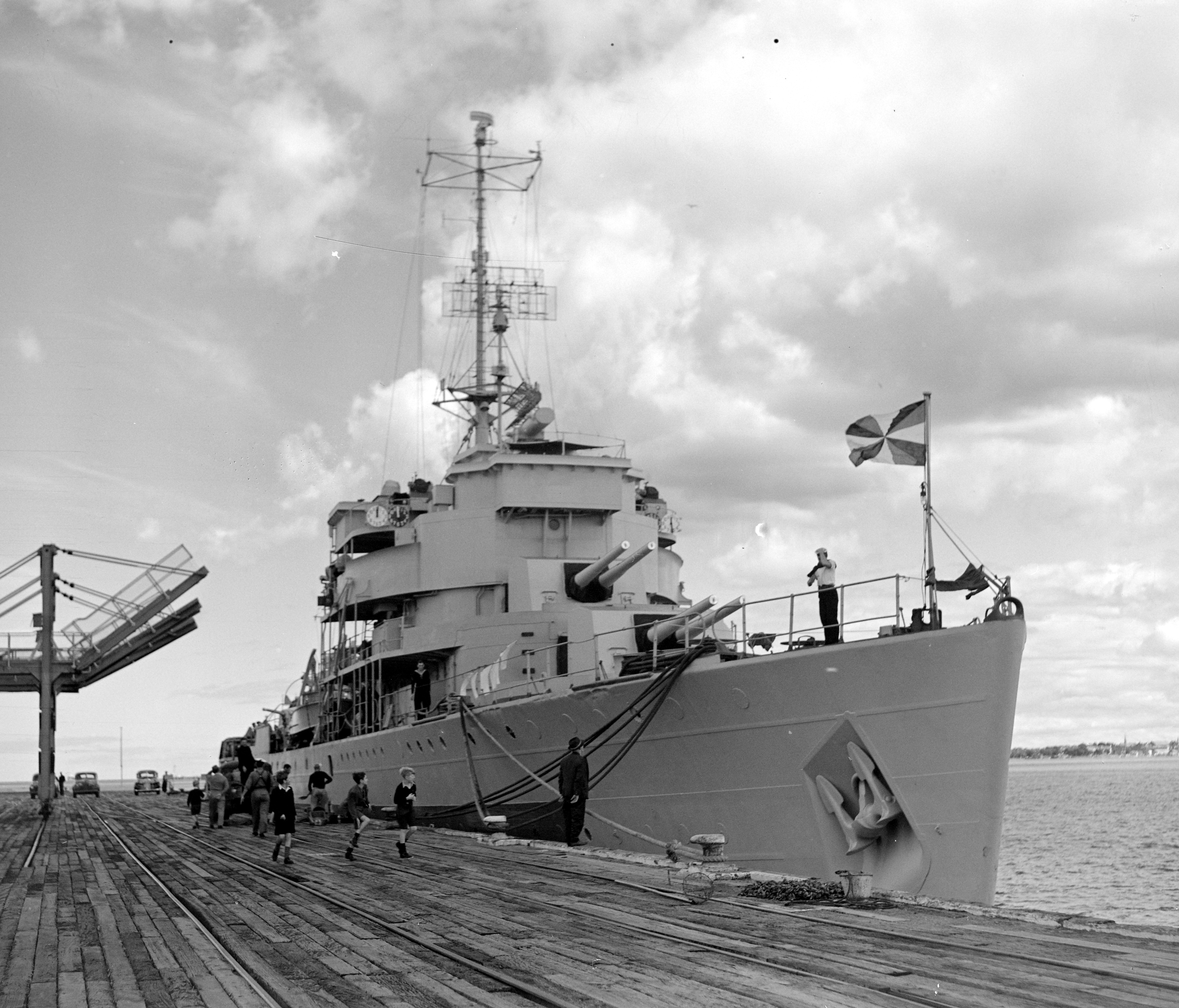
De voorkant van Tromp, de bewapening op het voordek is erg goed te zien. Ook is goed te zien dat het schip een zelfde opbouw als een torpedobootjager heeft.

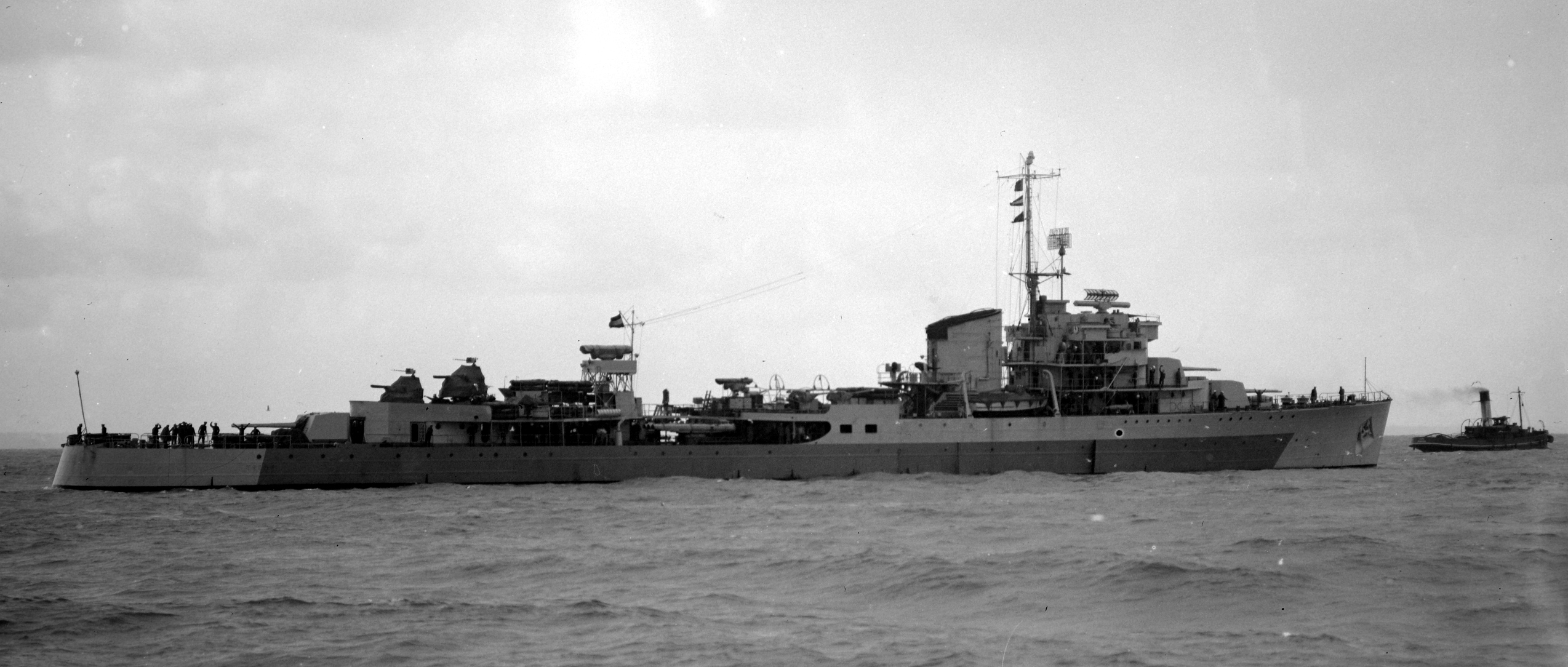
Tromp, de bewapening is erg goed te zien.

### Totstandkoming ontwerp
In eerste instantie waren de schepen grote torpedobootjagers, ze waren dan ook bedoeld om eskaders van torpedobootjagers aan te voeren. Door het relatief hoge aantal wapens aan boord en het grote (geplande) kaliber kanonnen werden de schepen toch gekwalificeerd als lichte kruiser. Jacob van Heemskerck kreeg origineel dezelfde bewapening als Tromp, maar omdat het moest vluchten bleef de vuurleiding achter in Amsterdam, waardoor het in Engeland andere kanonnen moest krijgen. Omdat de lichte kruisers ontworpen waren voor dienst in tropische wateren was er veel aandacht besteed aan ventilatie. Er waren enkele afzuiginstallaties aangebracht en de schepen waren voorzien van veel patrijspoorten. Verder beschikten de kruisers over een aantal elektrische koelkasten en drinkwaterkoelers in de algemene verblijven.

### Aandrijving
De lichte kruisers van de Trompklasse hadden een aandrijving bestaande uit twee stoomturbines, die aangedreven werden door vier ketels.  Hiermee had het schip een machinevermogen van 41.216 kW, waarmee het een maximumsnelheid van 32,5 knopen kon halen. Tijdens een van de proefvaarten van Tromp werd onder perfecte omstandigheden een snelheid van 35,1 knopen behaald en een machinevermogen van 45.672 kW, een uitzonderlijke prestatie.

### Bewapening Tromp
De primaire bewapening van Tromp bestond uit zes 150mm-kanonnen van het Zweedse Bofors, verdeeld over drie dubbelloopse geschuttorens. De kanonnen hadden een elevatie van 60 graden, wat een effectieve schootsafstand van 17.500 meter creëerde. Verder beschikte Tromp over tweemaal dubbelloops luchtafweergeschut van 40 mm. Deze bevonden zich met vuurleiding op een apart mitraileurdek op het schip. Aan elke kant van het schip stond een torpedobuis.

### Bewapening Jacob van Heemskerck

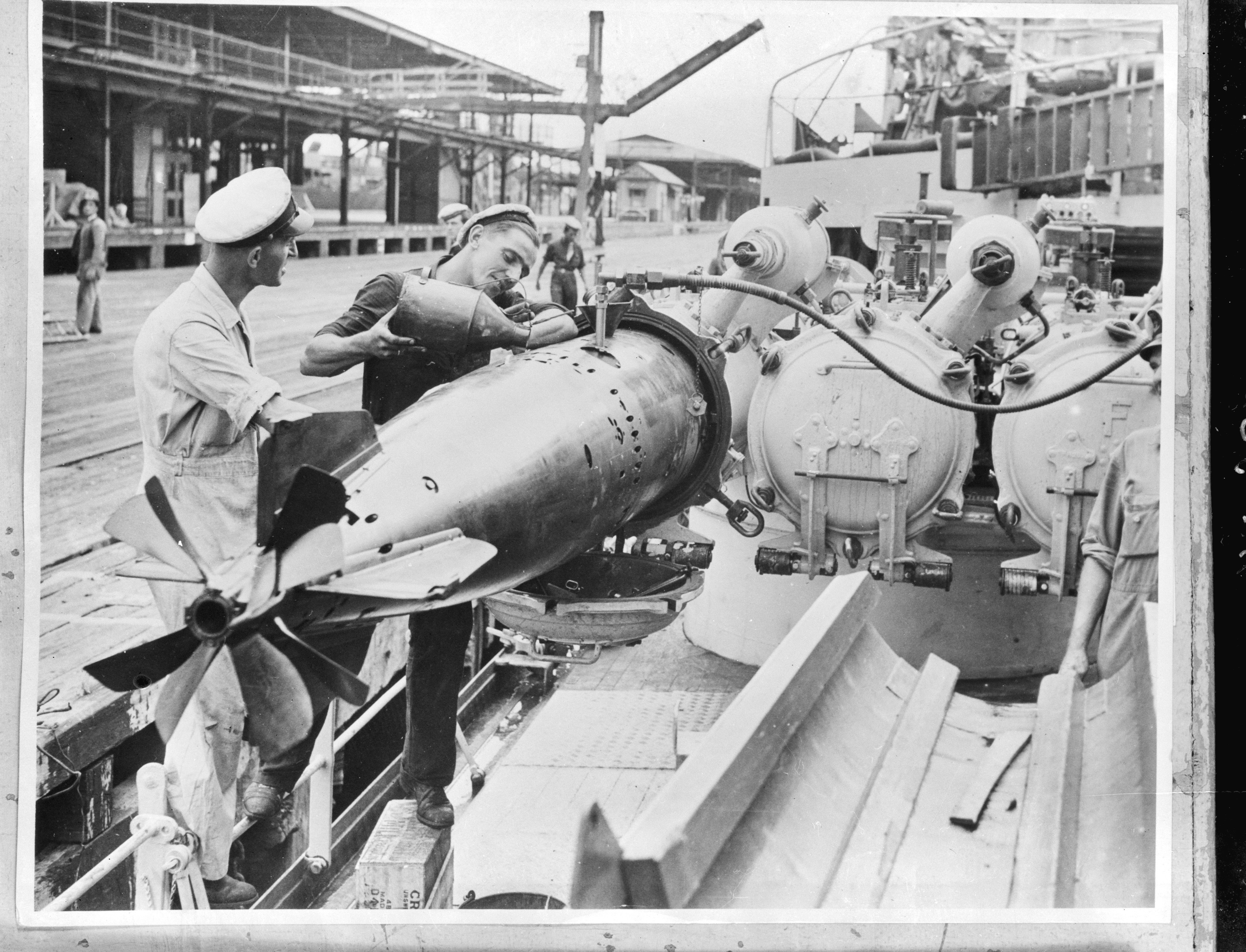
Torpedo wordt geladen op Tromp

Omdat de vuurleiding voor de primaire bewapening van Jacob van Heemskerck in Amsterdam was achtergebleven, werden in Engeland de 150mm-kanonnen vervangen voor vijf dubbelloopse geschuttorens met 102mm-kanonnen. Deze kanonnen konden ook tegen luchtdoelen ingezet worden. De torpedobuizen werden verwijderd zodat er fundaties beschikbaar kwamen voor de kanonnen. De twee dubbelloopse 40mm-luchtafweerkanonnen werden verwijderd, ook hiervan was de vuurleiding blijven liggen. In plaats daarvan werd er een Brits vierloops 40mm-kanon geïnstalleerd.

## Modificaties

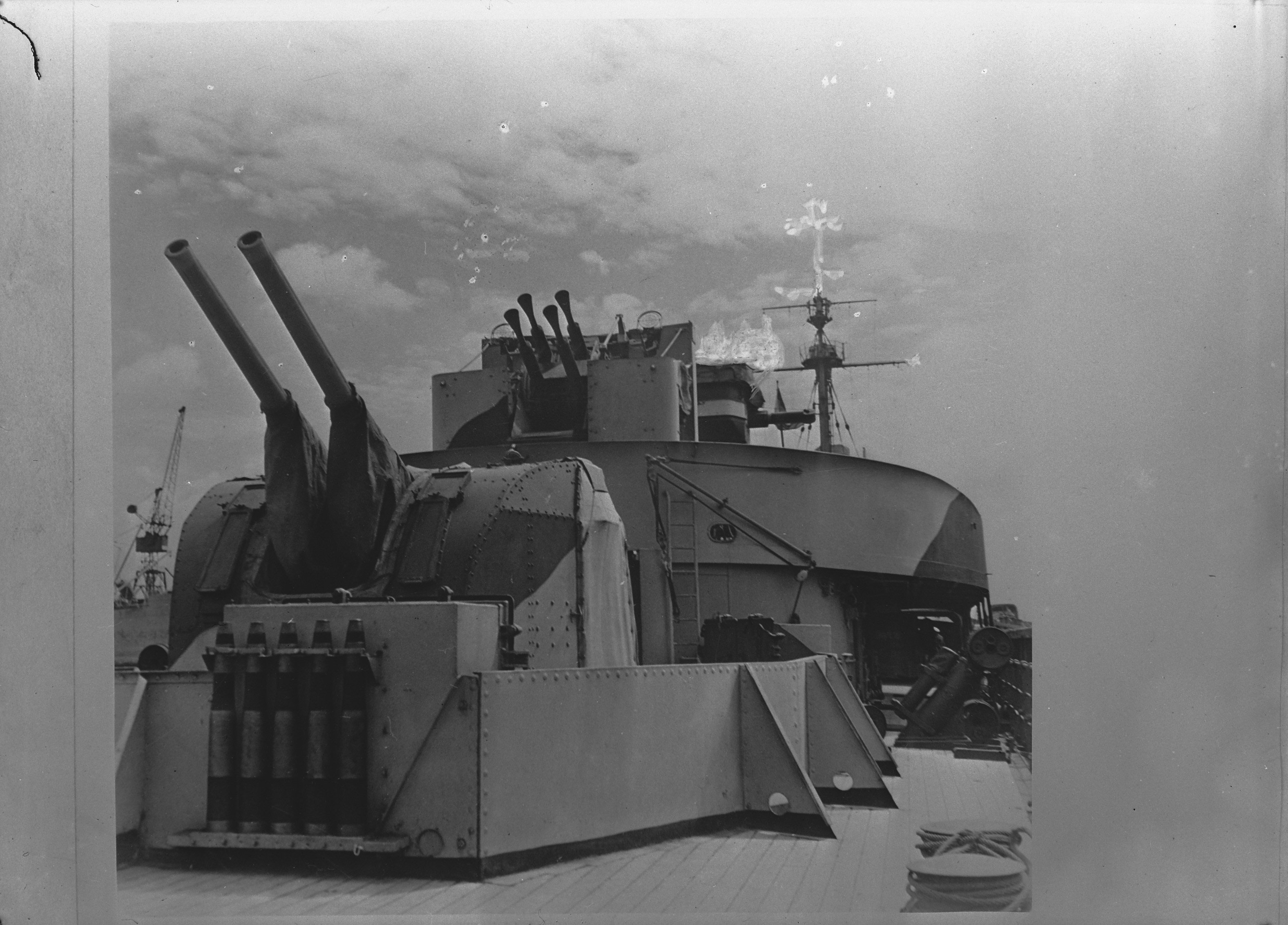
Kanonnen van Jacob van Heemskerck

De schepen van de Trompklasse hebben meerdere modificaties gehad. Dit betrof voornamelijk radarapparatuur en gebeurde tijdens de Tweede Wereldoorlog in Australië en Engeland.
- In Engeland werden er verschillende kleine veranderingen gemaakt in het ontwerp van Jacob van Heemskerck. Op zowel Tromp als van Heemskerck werd materieel vervangen.
- De 40mm-kanonnen van Tromp en Jacob van Heemskerck zijn veranderd naar vier dubbelloopse 20mm-kanonnen midden 1942.
- In 1944 werden de torpedobuizen van Tromp vervangen door Britse torpedobuizen. Deze konden de Britse Mark 9 torpedo aan.
- Gedurende de Tweede Wereldoorlog werden op beide schepen verschillende radars geplaatst. In februari 1945 werden die grotendeels verwijderd en vervangen, de definitieve radars in 1945 waren:
  - Voor Tromp de Type SC4 luchtwaarschuwingsradar, de Type SG-1 oppervlakte waarschuwingsradar, Type 282 vuurleiding voor het luchtafweergeschut en Type FC Mod .3 vuurleiding voor de primaire kanonnen.
  - Voor Jacob van Heemskerck de Type 79B langeafstand-luchtwaarschuwingsradar met type 243 hulpradar, de Type 293 lucht- en oppervlakte waarschuwingsradar met Type 242 hulpradar, viermaal de Type 282 vuurleiding voor het luchtafweergeschut en tweemaal Type 285 P4 voor de primaire kanonnen, Type 253 identificatie radar en Type 91 Type F.V.1 voor radio onderbrekingen.

## Dienst
Beide schepen hebben tijdens de Tweede Wereldoorlog dienst gedaan, hieronder een overzicht.

### Dienst Tromp
Ten tijde van de Duitse inval op Nederland, was Tromp in Nederlands-Indië.
Op 25 november 1942 zocht Tromp naar de vermiste Australische kruiser HMAS Sydney. Het schip heeft niks gevonden, Sydney was met alle 645 koppen vergaan.
Op de nacht van 19-20 februari 1942 participeerde Tromp bij de Slag in de Straat Badoeng, hier raakte het zwaar beschadigd, waardoor het moest terugvallen naar Australië. Hierdoor was het schip op 27 februari 1942 niet aanwezig bij de Slag in de Javazee.
Tot eind 1943 voerde Tromp konvooidiensten uit in Australië.
Vanaf 17 januari 1944 maakte Tromp deel uit van de British Eastern Fleet, de vloot zelf werd vaak ingezet in het offensief, maar de rol van Tromp was zelden meer dan het beschermen en escorteren van de vloot.
In april en mei 1944 gaf Tromp steun aan troepen bij Operatie Cockpit en Operatie Transom.
Op 25 juni 1944 was Tromp flottieljeleider bij een geallieerde aanval. Het schip liep met drie geallieerde torpedobootjagers de haven van Sabang binnen. Hier zonk het een Japans munitieschip en vernietigde het enkele kustbatterijen. Het schip werd meerdere malen getroffen, maar telde geen slachtoffers en lichte schade. Het schip had 205 150mm-, 51 76mm- en 770 40mm-projectielen afgevuurd.
Op 27 april 1945 gaf Tromp lucht- en landdekking bij Operatie Dracula.
Op 30 april 1945 ontplofte een 150mm-projectiel toen deze de loop verliet. Twee militairen sneuvelden en veertien raakten gewond.
Op 6 mei 1945 vernietigde Tromp twee kustbatterijen op Ross Island.
Midden 1945 werd Tromp overgeplaatst naar de 7e Amerikaanse vloot.
Op 1 juli 1945 verleende Tromp artillerie steun bij de landingen op Borneo bij Balikpapan.
In 1953 oefende Tromp veel met smaldeel 5 en is zelfs een keer vlaggenschip geweest.

### Dienst Jacob van Heemskerck
Op 2 juni 1940 vervoerde Jacob van Heemskerck samen met Hr.Ms. Sumatra Prinses Juliana en haar dochters naar Canada.
Op 28 december 1941 kreeg van Heemskerck het bericht dat het zo snel mogelijk naar Nederlands-Indië moest varen om de Nederlandse marine te versterken. Desondanks was het schip te laat voor de Slag in de Javazee. Op 1 maart 1942 kreeg het opdracht terug te keren.
Op 3 maart 1942 werd het schip aangevallen door negen Japanse bommenwerpers. Door het goed manoeuvreren en het beschieten van de bommenwerpers wist het schip aan een directe treffer te ontkomen. Sommige bommen kwamen akelig dichtbij en veroorzaakten alsnog lichte schade.
In september 1942 hielp van Heemskerck bij de bezetting van Madagaskar.
Tussen eind 1942 en begin 1943 escorteerde van Heemskerck vele konvooien rond Australië.
In 1943 escorteerde van Heemskerck vijf maanden konvooien op de gevaarlijke Middellandse Zee. De thuisbasis van het schip was Gibraltar.
In de jaren na de Tweede Wereldoorlog werd van Heemskerck voornamelijk gebruikt voor het begeleiden van het vliegkampschip Hr.Ms. Karel Doorman. Verder diende het als logementschip in Vlissingen.

### Uit dienst
In 1954 werd Jacob van Heemskerck geclassificeerd als immobiel, in 1955 volgde Tromp. De rest van hun levensjaren sleten ze vervolgens als logementschip. Tromp ging 20 december 1968 uit dienst, Jacob van Heemskerck volgde 11 maanden later op 20 november 1969. Beiden werden in Spanje gesloopt.

## Galerij

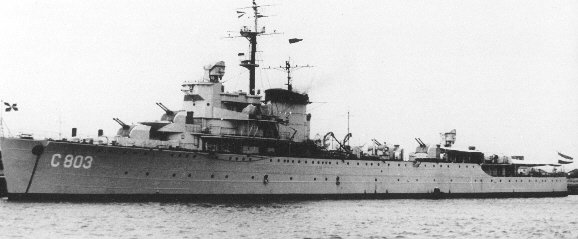
Jacob van Heemskerck
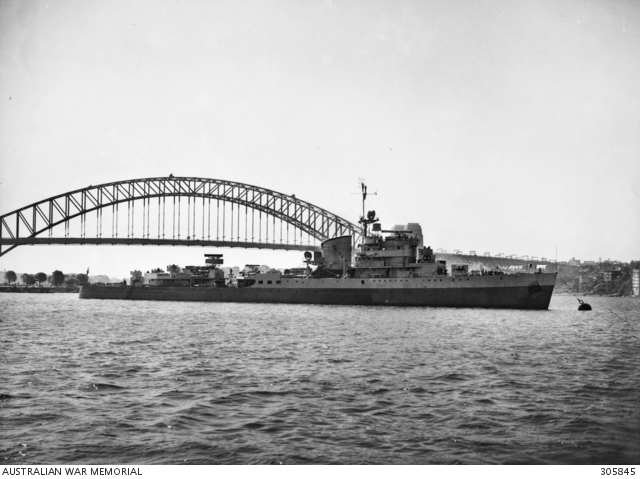
Tromp in Sydney
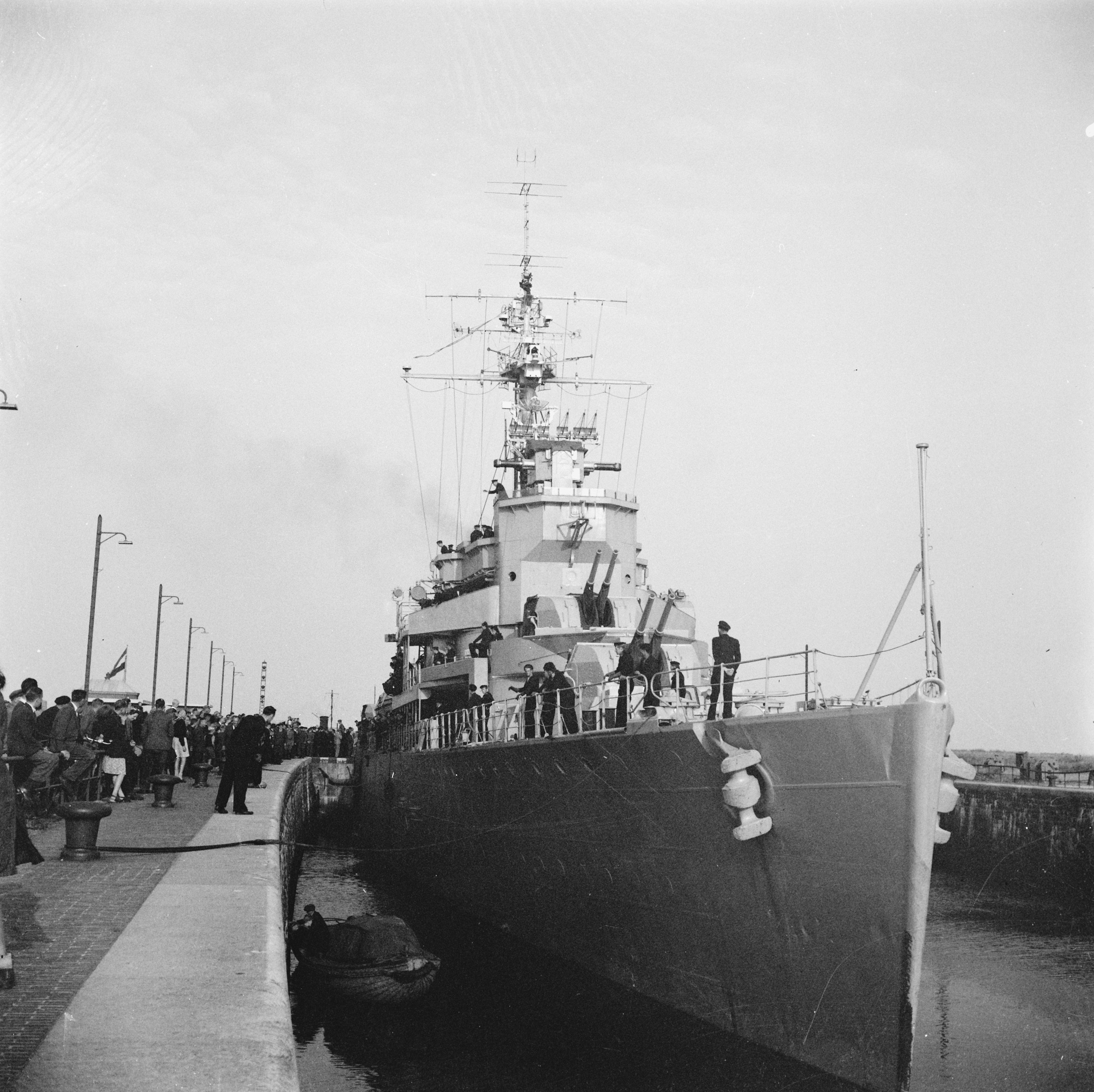
Jacob van Heemskerck in de sluizen van IJmuiden
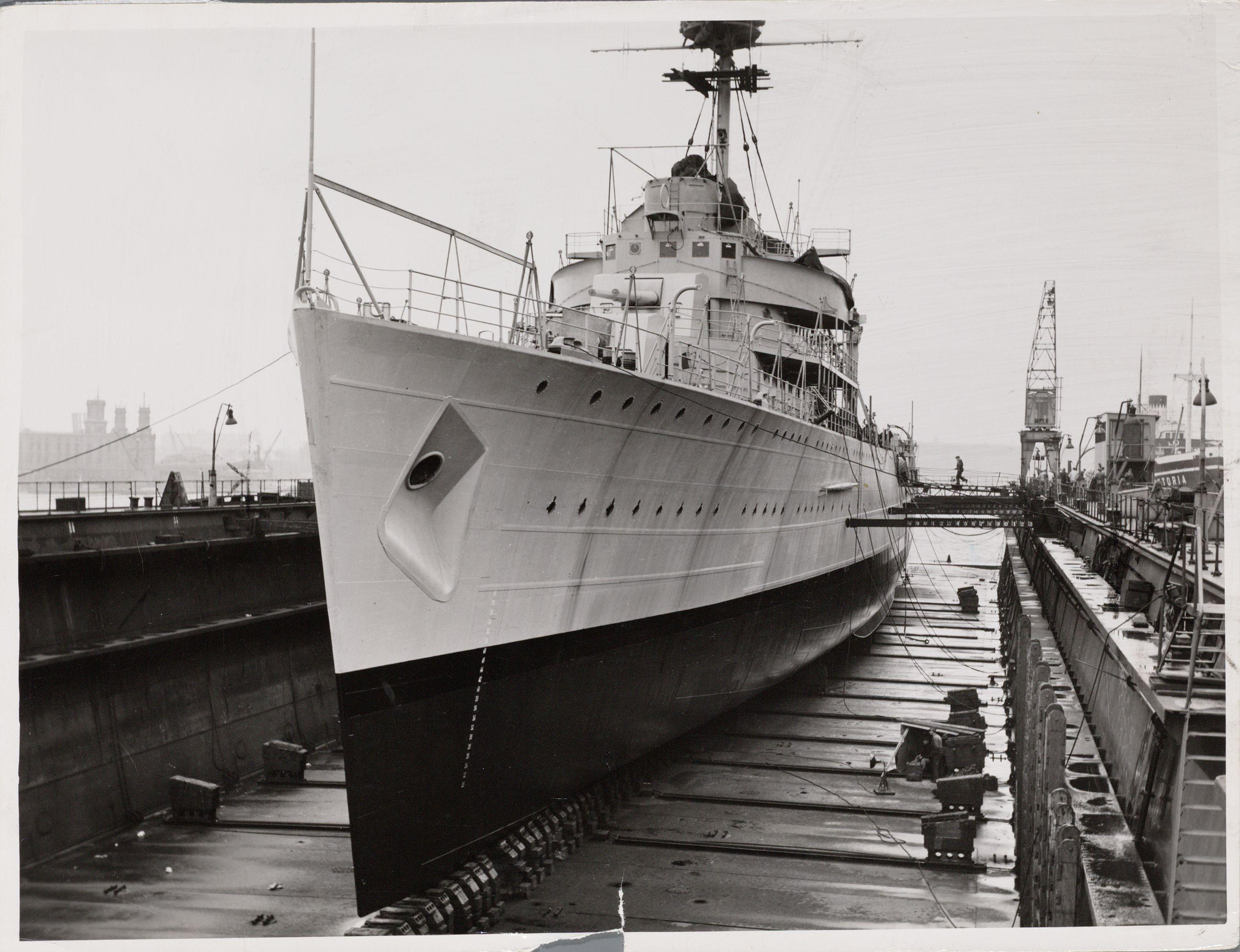
Tromp in een droogdok te Amsterdam